# Geschiedenis van Tadzjikistan

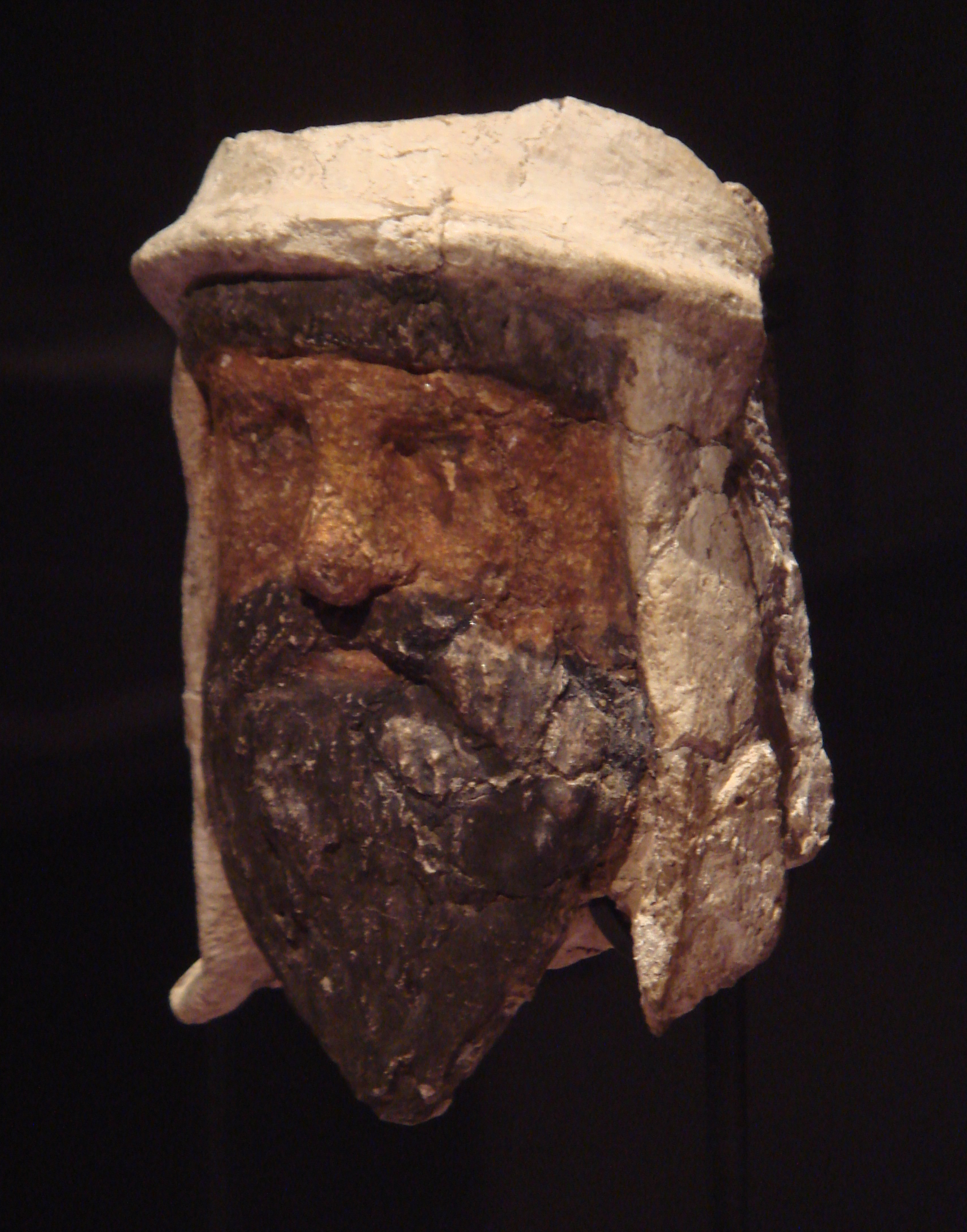
Beschilderd hoofd van klei en albast van een zoroastrische priester met een kenmerkende hoofdtooi in Bactrische stijl, Tachtisangin, Tadzjikistan, Grieks-Bactrisch koninkrijk, 3e-2e eeuw v.Chr.

De geschiedenis van Tadzjikistan bestrijkt de periode van de prehistorie tot de onafhankelijkheid van de huidige republiek Tadzjikistan.
Tegen de 19e eeuw woonden de Tadzjieken voornamelijk in het emiraat Boechara en kanaat Kokand.
In de jaren 1860 werden de noordelijke delen van het door Tadzjieken bewoonde gebied onderdeel van het Russische Rijk.  
In 1924 werd de Tadzjiekse Autonome Socialistische Sovjetrepubliek opgericht als onderdeel van de Oezbeekse Socialistische Sovjetrepubliek. In 1929 werd de Tadzjiekse ASSR omgevormd tot de Tadzjiekse Socialistische Sovjetrepubliek. 
De politieke gebeurtenissen van het begin van de jaren 1990 leidden tot de ineenstorting van de Unie van Socialistische Sovjetrepublieken en de vorming van nieuwe staatsentiteiten. In 1991 werd de onafhankelijkheid van de Republiek Tadzjikistan uitgeroepen.

## Prehistorie
De prehistorie van Tadzikistan duurde van de vroege steentijd tot de late bronstijd.

## Oudheid
In de eerste helft van het 1e millennium v.Chr. maakte het grondgebied van het huidige Tadzjikistan deel uit van verschillende staten in het toenmalige Bactrië en Sogdië. 
Tadzjikistan maakte lange tijd deel uit van het Oud-Perzische Rijk en in de 3e-2e eeuw v.Chr. Grieks-Bactrisch koninkrijk.

## Middeleeuwen
In de 9e-10e eeuw was het deel van het rijk van de Perzische Samaniden-dynastie.
De islam bereikte het gebied in de 7e eeuw. 
In de 13e eeuw werd Centraal-Azië, en daarmee ook het huidige Tadzjikistan, deel van het Mongoolse Rijk.  

## Verovering door het Russische Rijk
Het gebied werd in de tweede helft van de 19e eeuw door de Russen onderworpen.
De zuidelijke grens met Afghanistan, de Wachan-corridor, werd in deze periode vastgelegd. Het is een restant van the Great Game tussen Groot-Brittannië en Rusland over de heerschappij over Centraal-Azië in het einde van de 19e eeuw. Na het Panjdeh-incident, waarbij het bijna tot een gewapend conflict kwam, moest het dienen als een neutrale zone tussen het tot naar de Durandlijn reikende Brits-Indië en het Russische generaal-gouvernement Turkestan. De Afghaanse leiders wilden het gebied niet hebben, maar de Britten wilden een bufferzone houden.

## Sovjetperiode
Na de Oktoberrevolutie van 1917 en de vestiging van de Sovjetmacht op het grondgebied van Tadzjikistan begon een burgeroorlog, waarin de rebellen, bijgenaamd de Basmatsji zich verzetten tegen de Sovjetregering. De anti-Sovjetkrachten die voorstander waren van het herstel van de emiraat Boekhara werden verslagen in de eerste helft van de jaren 1920. 
Tadzjikistan ontstond in 1925 als deel van de Oezbeekse Socialistische Sovjetrepubliek door samenvoeging met de door Tadzjieken bevolkte delen van het kanaat Bochara en het gouvernement-generaal Turkestan. 
Op 5 december 1929 werd de Tadzjiekse Socialistische Sovjetrepubliek afgesplitst een aparte sovjetrepubliek.

## Onafhankelijkheid
Met het uiteenvallen van de Sovjet-Unie werd Tadzjikistan in september 1991 onafhankelijk. Na een kort interim van Kadreddin Aslonov als president, werd de communist Rahmon Nabijev president. Nabijev (gestorven in 1993) werd in 1992 opgevolgd door Emomalii Rachmon, een voormalige kolchoz-directeur.

### Burgeroorog
Na de onafhankelijkheid brak direct een burgeroorlog uit tussen islamisten en de regering onder Emomalii Rachmon. Deze oorlog zou geen conflict tussen communisten enerzijds en moslims en democraten anderzijds zijn geweest, maar meer of eerder een etnisch conflict. De burgeroorlog was een strijd tussen de regio's (provincies) Choedzjand en Kölob die in oorlog waren geraakt met de regio Qoerghonteppa. Choedzjand en Kölob waren de provincies die tijdens het Sovjettijdperk het bestuur van de republiek domineerden en werden gesteund door de communisten (die daar hun machtsbasis hadden), ten koste van Qoerghonteppa, Qoerghonteppa was de machtsbasis van de democraten en islamisten. 
Tijdens de burgeroorlog waren er ook grensincidenten met het eveneens in een burgeroorlog verwikkelde buurland Afghanistan. In juli en augustus 1993 voerden Afghaanse rebellen een aanval uit op een door Russische militairen bemande grenspost, waarbij 25 Russische soldaten en mogelijk 100 Tadzjiekse burgers zouden zijn gedood. Volgens de Afghaanse regering zouden hierop als represaille Russische artillerie-eenheden Afghaanse dorpen over de grens hebben bestookt en ook zou er een luchtaanval hebben plaatsgevonden, een actie die 400 doden en gewonden zou hebben gekost en 6000 mensen zou hebben verdreven. Deze beweerde actie werd door Rusland ontkend. In oktober 1993 werden wederom dergelijke acties gemeld. 
In 1995 werd de viering van Kerstmis en Nieuwjaar volgens de Christelijke tijdrekening voor moslims verboden en voor christenen alleen binnenshuis toegestaan.
In 1996 zou Rusland na de machtsovername door de Taliban in Afghanistan de bewaking van de Tadzjieks-Afghaanse grens versterken, uit vrees dat de "Afghaanse chaos" zou overslaan.
Het conflict kwam in 1997 tot een einde, toen de islamisten in de regering werden opgenomen. Na 11 september 2001 werden er Amerikaanse troepen gestationeerd in Choroegh (regio Gorno-Badachsjon) en Doesjanbe, en Franse in Doesjanbe. De grootste militaire rol speelde echter als vanouds Rusland. Rusland controleerde tot midden 2005 de grens met Afghanistan. Inmiddels is deze taak overgenomen door Tadzjiekse troepen.

### Sinds het einde van de burgeroorlog
De Verenigde Naties brachten in 1997 vrede tot stand. De islamisten werden opgenomen in de regering, maar niet voor lang. De ex-communisten werkten successievelijk alle concurrenten de regering uit. De toegestane oppositie boycotte sindsdien de verkiezingen, waardoor het land vrijwel een eenpartijstaat werd. Door de overheid werden zelfs moskeeën gesloopt. Mannen met lange baarden werden onder dwang geschoren. 
Tadzjikistan oriënteerde zich lange tijd op Iran, maar werkt de laatste jaren samen met Saudi-Arabië. De verboden islamitische oppositie is tegenwoordig welkom in Teheran.